# عبد الرحمن بن ناصر السعدي

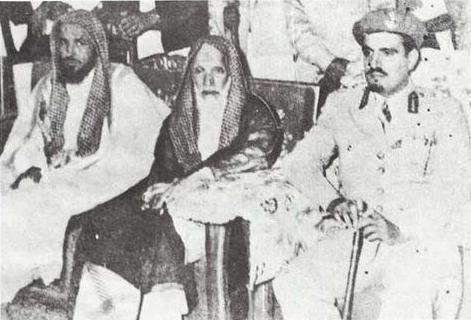
الشيخ ابن سعدي متوسطاً الأمير مشعل بن عبد العزيز آل سعود (يمين) والشيخ عبد الله بن عبد العزيز العقيل (يسار)

عبد الرحمن بن ناصر بن عبد الله بن ناصر السِّعدي الناصري التميمي (1307- 1376 هـ / 1889- 1957 م) ويعرف اختصارًا بابن سِعْدي أو السِّعْدي (بكسر السين) ولد في بلدة عنيزة في القصيم  يوم 12 محرم عام 1307 هـ، وتوفيت أمه وله من العمر أربع سنوات وتوفي والده وهو في السابعة، فتربى يتيماً ولكنه نشأ نشأة حسنة، وكان قد استرعى الأنظار منذ حداثة سنه بذكائه ورغبته الشديدة في التعلم، وهو مصنف وكاتب كتاب تيسير الكريم الرحمن في تفسير كلام المنان.

## نشأته
قرأ القرآن الكريم بعد وفاة والده ثم حفظه عن ظهر قلب، وأتقنه وعمره إحدى عشرة سنة، ثم اشتغل في التعلم على علماء بلده وعلى من قدم بلده من العلماء، فاجتهد وجد حتى نال الحظ الأوفر من كل فن من فنون العلم، ولما بلغ من العمر ثلاثا وعشرين عام جلس للتدريس فكان يتعلم ويعلم، ويقضي جميع أوقاته في ذلك حتى أنه في عام 1350 هـ صار التدريس ببلده راجعاً إليه، ومعول جميع الطلبة في التعلم.

## مشايخه
- الشيخ إبراهيم بن حمد بن جاسر، وهو أول من قرأ عليه وكان يصف شيخه بحفظه للحديث، ويتحدث عن ورعه ومحبته للفقراء مع حاجته ومواساتهم.
- الشيخ محمد بن عبد الكريم الشبل، قرأ عليه في الفقه وعلوم العربية وغيره.
- الشيخ صالح بن عثمان القاضي -قاضي عنيزة- قرأ عليه في التوحيد والتفسير والفقه أصوله وفروعه وعلوم العربية وهو أكثر من قرأ عليه ولازمه ملازمة تامة حتى توفي.
- الشيخ عبد الله بن عايض.
- الشيخ صعب التويجري.
- الشيخ علي السناني.
- الشيخ علي الناصر أبو وادي، قرأ عليه في الحديث وأخذ عنه الأمهات الست وغيرها وأجازه في ذلك.
- الشيخ محمد بن عبد العزيز المحمد المانع -مدير المعارف في المملكة العربية السعودية في ذلك الوقت- وقد قرأ عليه في عنيزة.
- الشيخ محمد الأمين الشنقيطي -نزيل الحجاز قديماً ثم الزبير- لما قدم عنيزة وجلس فيها للتدريس قرأ عليه في التفسير والحديث وعلوم العربية كالنحو والصرف ونحوهما.[7]
- الشيخ محمد بن عبد اللطيف بن عبد الرحمن آل الشيخ.
- الشيخ ناصر بن سعود بن عيسى شويمي في شقراء الذي استفاد منه عندما شرع في تصنيف كتاب تفسير القرآن.

### مشايخه الذين أجازوه
كان ممن أجاز الشيخ عبد الرحمن بن ناصر السعدي بالرواية مجموعة من المشايخ وهم:
- الشيخ صالح بن عثمان القاضي.
- الشيخ إبراهيم بن صالح بن عيسى.
- الشيخ محمد الأمين محمود الشنقيطي.
- الشيخ علي بن ناصر أبووادي.
- الشيخ عبد الحي الكتاني.

## طلابه
- الشيخ محمد بن صالح العثيمين، أشهر تلاميذ السعدي وأكثرهم تأثراً بشيخه في طريقة التدريس وعرض العلم وتقريبه للطلبة بالأمثلة والمعاني. توفي عام 1421 هـ.
- الشيخ عبد الله بن عبد الرحمن البسام، من تلاميذ السعدي، تولى منصب القضاء بمحكمة الطائف، وفي عام 1390هـ تم تعيينه عضواً في هيئة تمييز الأحكام الشرعية بالمنطقة الغربية بمكة المكرمة. توفي عام 1423 هـ.
- عبد الله بن عبد العزيز العقيل، من كبار تلاميذه وهو عالم دين، ورئيس الهيئة الدائمة بمجلس القضاء الأعلى في المملكة السابق. توفي عام 1432 هـ.

وغيرهم من التلاميذ منهم: إسماعيل بن سعد العتيق.

## علمه ومذهبه
تميز السعدي بمعرفته التامة في الفقه أصوله وفروعه، وكان في أول أمره متمسكاً بالمذهب الحنبلي تبعاً لمشايخه وحفظ بعض المتون من ذلك، وكان له مصنف في أول أمره في الفقه نظم رجز نحو أربعمائة بيت وشرحه شرحاً مختصراً، ولكنه لم يرغب بظهوره لأنه على ما يعتقده أولا. وكان أعظم اشتغاله وانتفاعه بكتب شيخ الإسلام ابن تيمية وتلميذه ابن القيم وحصل له خير كثير بسببهما في علم الأصول والتوحيد والتفسير والفقه وغيرها من العلوم النافعة، وبسبب استنارته بكتب الشيخين صار لا يتقيد بالمذهب الحنبلي، بل يرجح ما ترجح عنده بالدليل الشرعي.
وله اليد الطولى في التفسير إذ قرأ عدة تفاسير وبرع فيها وألف كتابا في التفسير في عدة مجلدات فسره بالبديهة من غير أن يكون عنده وقت التصنيف كتاب تفسير ولا غيره، ودائماً يقرأ والتلاميذ في القرآن الكريم ويفسره ارتجالاً، ويستطرد ويبين من معاني القرآن وفوائده ويستنبط منه الفوائد والمعاني حتى أن سامعه يود أن لا يسكت لفصاحته وجزالة لفظه وتوسعه في سياق الأدلة والقصص ومن اجتمع به وقرأ عليه وبحث معه عرف مكانته في المعلومات كذلك من قرأ مصنفاته وفتاويه.

## مؤلفاته
ألَّف السعدي كتباً، منها:
- أهمها، تفسيره للقرآن الكريم، المسمى تيسير الكريم الرحمن في تفسير كلام المنان، في ثماني مجلدات أكمله في عام 1344 هـ، وقد نال هذا التفسير الكثير من الاهتمام حيث طبع له طبعات عديدة.
- إرشاد أولي البصائر والألباب لمعرفة الفقه بأقرب الطرق وأيسر الأسباب، رتبه على السؤال والجواب، طبع بمطبعة الترقي في دمشق عام 1365هـ على نفقته الخاصة ووزعه مجاناً.
- الدرة المختصرة في محاسن الدين الإسلامي، طبع في مطبعة أنصار السنة عام 1366 هـ.
- القواعد الحسان لتفسير القرآن، طبعها في مطبعة أنصار السنة عام 1366 ووزع مجاناً.
- تنزيه الدين وحملته ورجاله مما افتراه القصيمي في أغلاله، طبع في مطبعة دار إحياء الكتب العربية على نفقة وجيه الحجاز نصير السنة الشيخ محمد نصيف عام 1366هـ.
- الحق الواضح المبين في شرح توحيد الأنبياء والمرسلين.
- توضيح الكافية الشافية في الإنتصار للفرقة الناجية، وهو كالشرح لنونية ابن القيم.
- القول السديد في مقاصد التوحيد، طبع في مصر بمطبعة الإمام على نفقة عبد المحسن أبا بطين عام 1367هـ.[10]
- تيسير اللطيف المنان في خلاصة تفسير القرآن، طبع على نفقة المؤلف وجماعة من المحسنين بمطبعة الإمام، ووزع مجاناً.
- الرياض الناضرة والحدائق النيرة الزاهرة في العقائد والفنون المتنوعة الفاخرة، طبع بمطبعة الإمام.
- بهجة قلوب الأبرار وقرة عيون الأخيار، وجمع فيه 99 حديثًا شاملًا لفروع العلم الديني.
- نور البصائر والألباب في أحكام العبادات والمعاملات والحقوق والآداب في الفقه الحنبلي وهو مقتضب.
- منهج السالكين وتوضيح الفقه في الدين.

## أخلاقه
كان على جانب كبير من الأخلاق متواضعاً للجميع، ويقضي بعض وقته في الاجتماع بمن يرغب حضوره فيكون مجلسهم نادياً علمياً، كان السعدي يحرص أن يحتوي المجلس على البحوث العلمية والاجتماعية ويحصل لأهل المجلس فوائد عظمى من هذه البحوث النافعة التي يشغل وقتهم فيها، فتنقلب مجالسهم العادية إلى مجالس علم وعبادة، وكثيراً ما يحل المشاكل بإرضاء الطرفين في الصلح العادل، وكان ذا شفقة على الفقراء والمساكين والغرباء ماداً يد المساعدة لهم بحسب قدرته ويستعطف لهم المحسنين ممن يعرف عنهم حب الخير في المناسبات، وكان على جانب كبير من الأدب والعفة والنزاهة والحزم في كل أعماله، ووصف بأنه من أحسن الناس تعليماً وأبلغهم تفهيماً، مرتباً لأوقات التعليم، ويعمل المناظرات بين تلاميذه المحصلين لشحذ أفكارهم، ويجعل الهدية لمن يحفظ بعض المتون، ويتشاور مع تلاميذهِ في اختيار الأنفع من كتب الدراسة، ويرجح ما عليه رغبة أكثرهم ومع التساوي يكون هو الحكم، ولا يمل التلاميذ من طول وقت الدراسة إذا طال لأنهم يتلذذون من مجالسته، ولذا حصل له من التلاميذ المحصلين عدد كثير.

## أعماله
كان الشيخ عبد الرحمن السعدي محباً للخير، ساعياً فيهِ، يطرق كل باب يؤدي إليه، ولذا كانت لهُ مشاركات إيجابية في إقامة المشاريع الخيرية التي يعود نفعها على المجتمع عامة.
ومن مشاركاته وأنشطته التي قام بها ما يأتي:
- كان مرجع بلاده وعمدتهم في جميع أحوالهم وشؤونهم؛ فهو مدرس الطلاب، وواعظ العامة، وإمام الجامع وخطيبه، وكاتب الوثائق، ومحرر الأوقاف والوصايا، وعاقد الأنكحة، ومستشارهم في كل شؤونهم وما يهمهم من أمور دينهم ودنياهم، وكل هذه الأعمال يقوم بها حسبة، ولا يتقاضى عنها أجراً، وهذا ما جعله كبيراً في أعين الناس، محبوباً لدى عامتهم وخاصتهم.

يقول عنه العدوي: «لقد كان الشيخ عبد الرحمن السعدي من الناحية الدينية هو كل شيء في عنيزة؛ فقد كان العالم، والمعلم، والإمام، والخطيب، والمفتي، والواعظ، والقاضي، وصاحب مدرسة دينية له فيها تلاميذ منتظمون».
- قام بتأسيس المكتبة الوطنية بعنيزة، وذلك عام 1359هـ أو عام 1360هـ على نفقة الوزير عبد الله السليمان الحمدان تحت إشراف الشيخ، فبذل الشيخ المترجم له جهوداً كبيرة في تأسيسها وتأمين المراجع العلمية لها من كل مكان، وقد جلب لها آلاف المراجع ما بين مطبوع ومخطوط في شتى العلوم والفنون والمعارف، وقد خدمه في ذلك تلاميذه المنتشرون في كل مكان، وأصبحت هذه المكتبة بمثابة نادٍ يلتقي فيه طلبة الشيخ ويتذاكرون ويتدارسون ويتحاورون، وقد خصص الشيخ للمكتبة جلسة، فأصبحت تعج بالزائرين؛ لأنها شهدت حركة علمية كبيرة، وتعد هذه المكتبة من طلائع المكتبات العامة في العهد السعودي، وخصوصاً في الديار النجدية.
- رشح لقضاء عنيزة عام 1360هـ فامتنع تورعاً، وحرص ألا يعمل بعمل رسمي، ليتسنى له التفرغ للعلم وطلابه، ولهذا عرض عليه القضاء مرارا، ولكنه كان في كل مرة يرفض، ومبدؤه الحرص على التفرغ وجمع القلب والفكر للعلم والتعليم، وقد علم الله صدق سريرته، فتحقق له ما أراد، وسلم من كل المناصب التي تشغله عن العلم شاء أم أبى.
- عينه القاضي عبد الرحمن بن عودان إماماً وخطيباً للجامع الكبير بعنيزة في رمضان عام 1361هـ، واستمر فيه حتى خلفه تلميذه الشيخ محمد بن صالح بن عثيمين.

وقد عدَّ الناس هذا التعيين حسنة من حسنات الشيخ ابن عودان، وأحبوه من أجلها، وحفظوها له؛ لأنها خطوة مباركة، نفع الله بها البلاد والعباد، إذ كان المسجد الجامع نادياً من أندية العلم في حياته وحياة شيخه صالح القاضي، يأتيه طلاب العلم من كل البوادي والأمصار القريبة للانتفاع، ويزدحم بالطلاب على اختلاف ميولهم ورغباتهم وتفاوتهم في درجات تحصيلهم، لكن الدافع للجميع هو الرغبة في العلم والتحصيل، وكانت مجالس المترجم له وشيخه في المسجد وغيره مجالس علم وتعليم وتربية وتوجيه، وهكذا العالم كالغيث أينما حل نفع.
- جمع في سنة 1363هـ، التبرعات من المحسنين كل على قدر استطاعته لبناء مقدم الجامع الكبير، وقد انهالت عليه التبرعات من كل مكان، وجمع من المال ما مكنه من توسعة المسجد وبناء مقدمته بناء مناسباً يتواكب مع الأعداد الكبيرة التي تؤم المسجد وتصلي فيه.
- جمع في سنة 1373هـ، التبرعات مرة ثانية لعمارة مؤخر الجامع الكبير، وقد اجتمع لديه المال ما تمكن به من إتمام العمارة على أتم وجه وأكمله، وليس هذا بغريب؛ فإن الأخيار الموثقين إذا تصدوا وتصدروا لعمل الخير، فسيجدون كل عون ومساعدة من المحسنين؛ لثقتهم بهم، ولاطمئنانهم على مصير ما تجود به أنفسهم.
- أشرف على المعهد العلمي بعنيزة عام 1373هـ، وإنه لدعم كبير لطلاب المعهد، وتشجيع لهم؛ أن يتولى الشيخ الإشراف عليه؛ لأن ذلك سيوثق العلاقة بينهم وبينه، وسيمكنهم من عرض أي مشكلة تواجههم عليه.

يقول الشيخ عبد الرحمن العدوي أحد المدرسين في المعهد خلال هذه الفترة: «وبدأت الدراسة في المعهد العلمي بعنيزة في شهر ربيع الثاني من عام 1373هـ، وفي نفس الوقت بلغنا أن الشيخ عبد الرحمن السعدي قد عُين مشرفاً على المعهد من الناحية العلمية، وكان تعيينه براتب شهري قدره ألف ريال».

## أسرته
- تزوج الشيخ من حصة عبد العزيز السعدي في عام 1330هـ وتوفيت في مدينة الخبر 25 شوال من عام 1391هـ، ولهُ من الأبناء والبنات:
- عبد الله توفي عام 1405هـ
- أحمد توفي عام 1422هـ
- محمد، توفي عام 1443هـ
- لولوة زوجة صالح عبد الله الشبل توفيت في شهر صفر من عام 1420هـ
- نورة زوجة عبد الله السليمان السعدي.[11]

## وفاته
أُصيب عام 1371هـ بمرض ضغط الدم وضيق الشرايين، وتوفي عن عمر ناهز 69 عاماً في خدمة العلم، وأدركتهُ الوفاة قرب طلوع الفجر من يوم الخميس الموافق 22 جمادى الآخرة عام 1376 هـ،  في مدينة عنيزة في القصيم.